# Fuori dal mondo
Fuori dal mondo é um filme de drama italiano de 1999 dirigido por Giuseppe Piccioni. 
Foi selecionado como represente da Itália à edição do Oscar 2000, organizada pela Academia de Artes e Ciências Cinematográficas.

## Elenco
- Margherita Buy - Irmã Caterina
- Silvio Orlando - Ernesto
- Carolina Freschi - Teresa
- Maria Cristina Minerva - Esmeralda
- Giuliana Lojodice - mãe de Caterina
- Chantal Ughi